# Simone Streng
Simone Streng (* 15. Jänner 1987) ist eine ehemalige österreichische Skirennläuferin aus Fließ in Tirol. Ihre Spezialdisziplin war der Slalom.

## Biografie
Streng fährt für den Skiclub SV Piller und gehörte seit 2003 dem ÖSV-Kader an. Ihre ersten FIS-Rennen bestritt sie im Dezember 2002, der erste Podestplatz folgte im Dezember 2003 mit Platz zwei in einem Riesenslalom. Die restliche Saison 2003/2004 musste sie aufgrund einer Verletzung pausieren. Im Februar 2005 gewann sie ihr erstes und einziges FIS-Rennen, einen Slalom. Kurz zuvor startete sie erstmals im Europacup und fuhr in ihrem dritten Rennen bereits auf Rang neun. Bei den Juniorenweltmeisterschaften 2005 in Bardonecchia wurde sie Fünfte im Super-G, Neunte im Slalom und 22. im Riesenslalom. Bei den österreichischen Meisterschaften gewann sie die Bronzemedaille im Slalom und wurde Juniorenmeisterin im Super-G. In der darauf folgenden Saison 2005/2006 konnte sie verletzungsbedingt nur zwei Rennen bestreiten.
Am 21. Dezember 2006 ging Streng erstmals im Weltcup an den Start und holte bei dem Slalom von Val-d’Isère mit Platz 21 auf Anhieb ihre ersten Punkte. Im Europacup erreichte sie im Jänner 2007 beim Slalom in Melchsee-Frutt als Dritte ihren ersten Podestplatz. Ihren größten Erfolg feierte sie im März 2007 bei den Juniorenweltmeisterschaften in Flachau mit dem Gewinn der Bronzemedaille im Slalom. Zu Saisonschluss wurde sie bei den österreichischen Meisterschaften Zweite im Slalom.
Am 9. Dezember 2008 erreichte sie mit Platz 15 im Slalom von Aspen ihre beste Weltcupplatzierung. Dazu folgten mit Rang 24 im Slalom von Špindlerův Mlýn zum zweiten Mal Weltcuppunkte in der Saison. Am 24. Jänner 2008 gewann sie ihr erstes und einziges Europacuprennen, die Superkombination von St. Moritz vor Lara Gut. Zu Saisonende belegte sie Rang drei in der Superkombinationswertung im Europacup und sicherte sich damit einen Fixstartplatz in dieser Disziplin für den kommenden Weltcupwinter.
Die Saison 2008/2009 verlief für Streng nicht nach Wunsch und so konnte sie in sieben Rennen nur einmal Weltcuppunkte erzielen, im Jänner 2009 als 26. beim Slalom in Garmisch-Partenkirchen. In der folgenden Saison 2009/2010 schaffte sie in fünf Weltcuprennen keine Platzierung unter den besten 30. Zu Saisonende kam sie in der Abfahrt bei den österreichischen Meisterschaften zu Sturz und verletzte sich das Kreuzband am rechten Knie. Im Frühjahr verlor Streng die ÖSV-Kaderzugehörigkeit und im September 2010 gab sie schließlich ihren Rücktritt vom Skirennsport bekannt.

## Erfolge

### Juniorenweltmeisterschaften
- Bardonecchia 2005: 5. Super-G, 9. Slalom. 22. Riesenslalom
- Flachau 2007: 3. Slalom

### Weltcup
- 1 Platzierung unter den besten 15

### Europacup
- Saison 2007/08: 3. Superkombinationswertung
- Zwei Podestplätze, davon ein Sieg:

| Datum           | Ort        | Land    | Disziplin         |
| --------------- | ---------- | ------- | ----------------- |
| 24. Jänner 2008 | St. Moritz | Schweiz | Super-Kombination |

### Weitere Erfolge
- Österreichische Juniorenmeisterin im Super-G 2005
- 1 Sieg in einem FIS-Slalom